# Jean Baptiste Louis Pierre
Pour les articles homonymes, voir Pierre.
Jean Baptiste Louis Pierre est un botaniste français, né le 21 octobre 1833 à Champ Borne, quartier de Saint-André et mort le 30 octobre 1905 à Paris.

## Biographie
Il fait ses études à Paris et part en 1861 à La Réunion avant d’atteindre l’Inde où il travaille dans le jardin botanique de Calcutta. Il dirige, de 1865 à 1877, le jardin botanique et zoologique de Saïgon. Pierre réalise de nombreuses explorations scientifiques dans la région. On lui doit notamment une Flore forestière de la Cochinchine (1880-1907), un article « Sur les plantes à caoutchouc de l’Indochine » (publié dans la Revue des cultures coloniales, 1903) et la partie sur les Sapotacées dans les Notes botaniques (1890-1891).
Adolf Engler (1844-1930) lui dédie le genre Pierreodendron (famille des Simaroubaceae) et le genre Pierrina (famille des Scytopetalaceae), Auguste Chevalier (1873-1956) le genre Pierreodendron (famille des Sapotaceae) et Henry Fletcher Hance (1827-1886) le genre Pierrea (famille des Flacourtiaceae).
Il est également nommé en 1878 Chevalier de la Légion d'honneur.